# Rusal

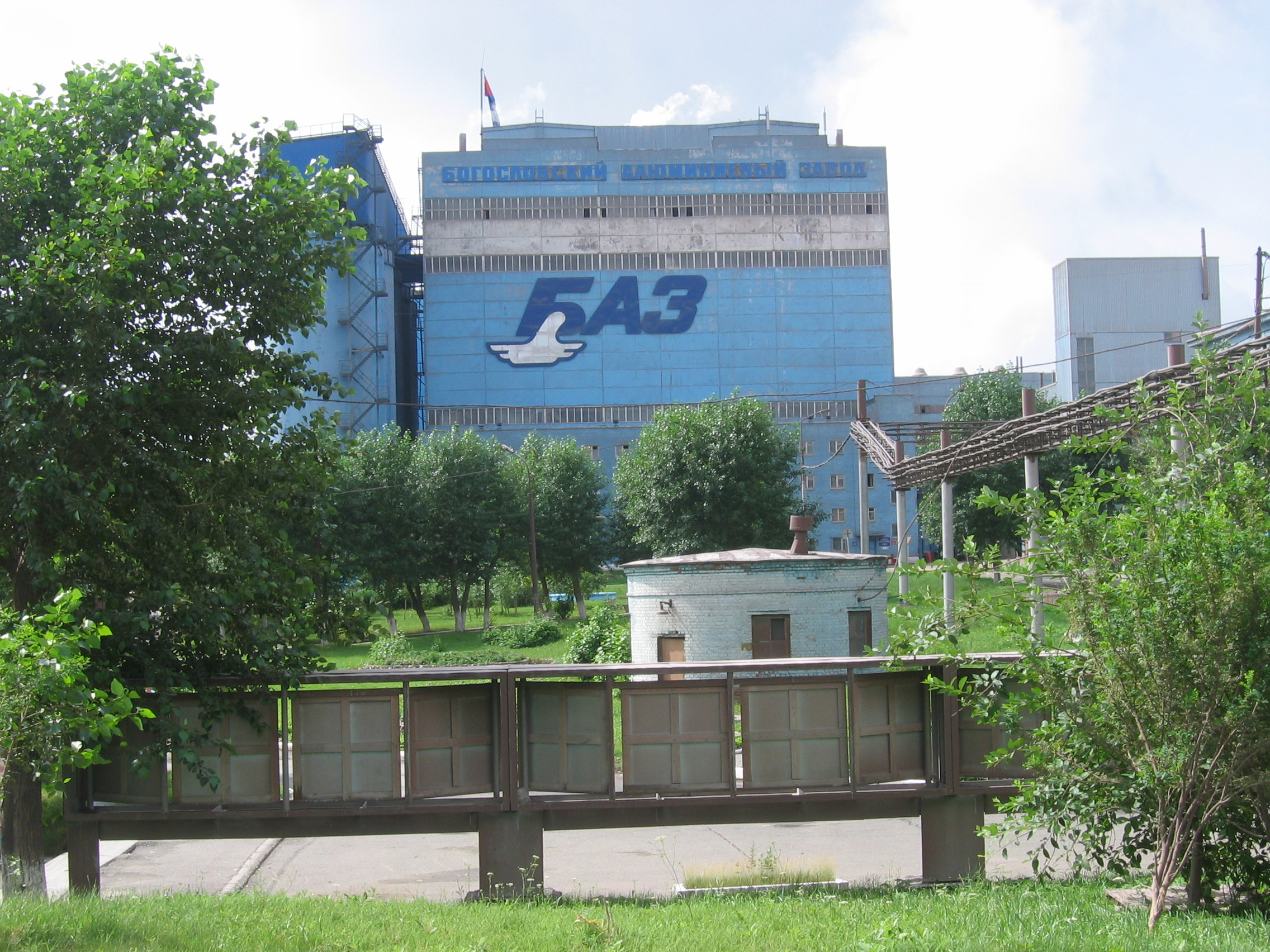
Une usine d'aluminium

Rusal (en russe : РУСАЛ) est une entreprise productrice d'aluminium, créée au printemps 2000. Rusal est le troisième producteur d'aluminium du monde en 2020. C'est une société internationale à capitaux et dirigeants russes.

## Géant mondial de l'aluminium
Le 9 octobre 2006, la fusion de Rusal, de Sual et des actifs dans l'aluminium du groupe suisse Glencore crée le numéro un mondial du secteur stratégique de l'aluminium.  
En 2020, avec 3,8 millions de tonnes d'aluminium produites, elle est dépassée par deux compagnies chinoises, Chinalco et Hongqiao Group. En 2021, le chiffre d'affaires de la société s'élevait à 6 milliards d'euros.

## Un passé sulfureux
Rusal serait né d'une « alliance » entre certains cercles du pouvoir russe proches de Boris Eltsine et des dirigeants d'organisations mafieuses. 
L'attention des services de renseignement occidentaux se concentre depuis plusieurs années sur Rusal et ses liens supposés avec le crime organisé, en particulier via Mikhaïl Tchernoï. Cette accusation a été portée dans un entretien au Monde du 28 novembre 2002, par Djalol Khaïdarov, un homme d'affaires qui travailla dix ans avec Mikhaïl Tchernoï.

## Actionnaires et dirigeants
Rusal a réalisé une introduction en bourse en janvier 2010, à Hong Kong et Paris dans un climat controversé portant sur le niveau de risque très élevé dû entre autres à l'endettement de 15 milliards de dollars de l'entreprise, des accusations de lien de son principal actionnaire, Oleg Deripaska, avec la mafia, et des procès en cours entre actionnaires. La souscription est réservée à des investisseurs qualifiés, et la banque nationale russe VEB souscrit à l'offre à hauteur de 80 %.
En 2018, alors que la société est sous le coup de sanctions économiques américaines menaçant sa survie, son principal actionnaire via En+, Oleg Deripaska, propose de limiter sa participation pour échapper aux sanctions, et de démissionner de son poste au conseil d'administration moyennant garanties.
Liste des principaux actionnaires au 22 février 2022 :
| Actionnaire                                        | %      |
| -------------------------------------------------- | ------ |
| En+ Group International public joint-stock company | 56,9 % |
| SUAL Partners                                      | 22,0 % |
| Zonoville Investments                              | 10,7 % |
| The Vanguard Group                                 | 0,56 % |
| BlackRock Fund Advisors                            | 0,36 % |
| East Capital Financial Services                    | 0,29 % |
| Swedbank Robur Fonder                              | 0,24 % |
| Pictet Asset Management                            | 0,21 % |
| Amundi Asset Management                            | 0,14 % |
| en:Baillie Gifford                                 | 0,14 % |

En+ Group International Public Joint-Stock Co est une société mondiale de ressources naturelles basée en fédération de Russie. Cette société est cotée en bourse de Londres

### Sources
- « Rusal, numéro un de l'aluminium primaire », L'Usine nouvelle, 17 avril 2007.